# Дельта-3
«Дельта-3» — американская ракета-носитель среднего класса, семейства Дельта.

## Конструкция
Аналогичная структуре дельты 2, но с увеличенной 2 и 3 ступенью...